# 拉尔·沙赫巴兹·卡兰达尔

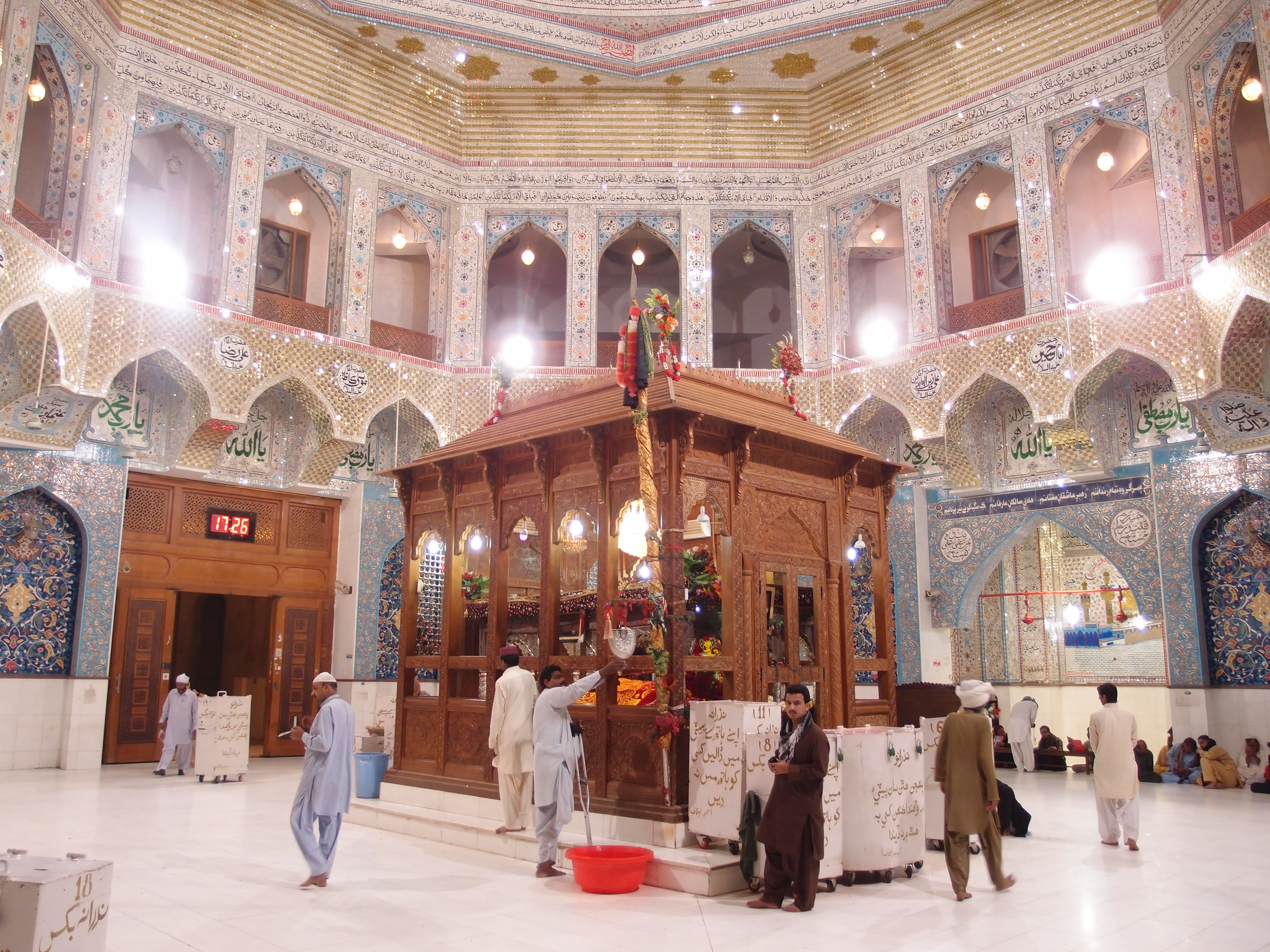
卡兰达尔陵寝的内部

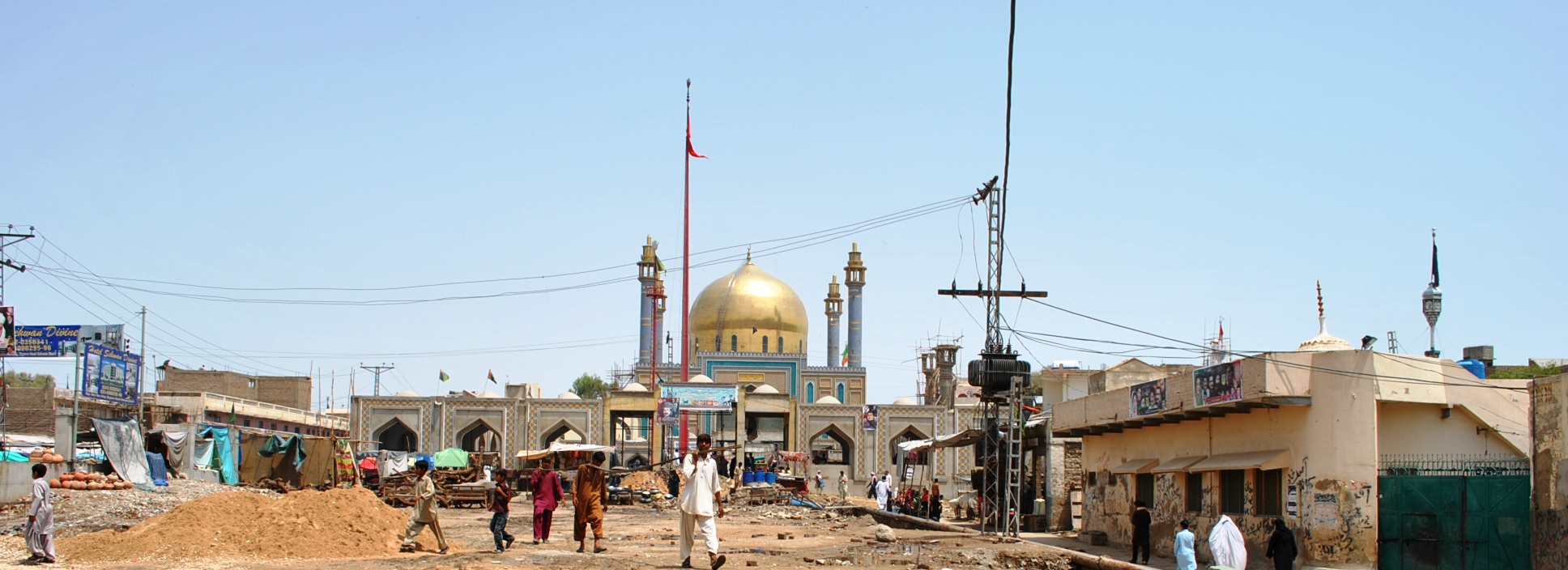
卡兰达尔的陵寝

赛义德·乌斯曼·马尔凡迪（1177, 回历573年-1274），通称拉尔·沙赫巴兹·卡兰达尔（信德語：‎）是一名苏菲派圣人、阿富汗和巴基斯坦宗教诗人、哲学家。卡兰达尔会说普什图语、波斯语、突厥语、阿拉伯语、信德语以及梵语。因他宣扬宗教宽容、反对阶级、种族的歧视，卡兰达尔在穆斯林和印度教徒处皆受尊敬。因他通常穿着一身红色衣着，卡兰达尔被称为“拉尔”，意为“红宝石色的”，“沙赫巴兹”是波斯神话中的灵鸟，而“卡兰达尔”指明了他是一名周游四方的圣人。宗教颂讃《达玛·丹·马斯特·卡兰达尔》是一首赞颂卡兰达尔的教导的歌曲，该曲在巴基斯坦、印度、阿富汗以及孟加拉国广为人知，在印度次大陆颇受欢迎。

## 生平
卡兰达尔生于今阿富汗迈万德，一说在东阿塞拜疆的马兰德，其父名叫易卜拉欣·卡别鲁丁。他的祖先来自巴格达，是一位什叶派伊玛目。之后移居至马什哈德，最后定居迈万德。卡兰达尔生值波斯加兹尼王朝和古尔王朝时期。卡兰达尔年幼时就显示出才能，24岁时，他成为卡兰达里耶教团的成员。在木尔坦，卡兰达尔给总督穆罕默德·苏丹·沙希德留下了深刻的印象，沙希德希望以重礼留住他，但卡兰达尔拒绝了。随后去了印度帕尼帕特拜见布阿里·卡兰达尔。在布阿里的建议下，他离开印度，并前往信德地区。他一生周游穆斯林各国，最后在塞赫万（今巴基斯坦信德境内）安家并于该地去世、安葬；由波斯王室支付了他的丧葬费用。他来到塞赫万约是在1251年，卡兰达尔在哪儿开辟了一所讲堂，并于彼地完成了他的一些著作。他一直保持着独身状态。
在木尔坦，他与苏赫拉瓦迪耶教团的巴豪丁·扎卡利亚、契斯特教团的法里都丁·甘济沙卡尔以及贾拉鲁丁·布哈里相交游，被人称为“四友”。他们拜访了信德许多地方，还去了旁遮普、南印度等地。
卡兰达尔去世后，信德的印度教徒视他为信德的守护神吉胡勒拉尔的化身。达玛·丹·马斯特·卡兰达尔颂歌中也将卡兰达尔称为吉胡勒拉尔。之后，印度教徒和穆斯林都开始以该名代指卡兰达尔。

## 轶事
在后世的创作中，许多传说与轶事都被归到拉尔·沙赫巴兹名下。巴基斯坦诗人薩馬德·謝貝伊曾提到有关卡兰达尔的一个传说。传说中，卡兰达尔被一位国王投入牢狱。夜间，卡兰达尔忽然开始疯狂地舞蹈，以至于链条断裂了，而卡兰达尔也由此逃出囹圄。而在另一个故事中，拉尔·沙赫巴兹接受朋友的请求到地狱中取回一些炭火来取暖，最终沙赫巴兹发现地狱是一个没有火焰的冰冷的世界，而燃烧的只有每一个人自己的痛苦。